# Budapesti Nemzetközi Vásár
A Budapesti Nemzetközi Vásár (vagy közkeletű rövidítéssel BNV) 1925 áprilisa óta évente megrendezett budapesti ipari kiállítás és vásár. Története egyes időszakaiban csupán a hazai gyártók seregszemléjeként szolgált, de jellemzően a külföldi ipar képviselői is kiállítottak a rendezvényen. 1973-ig a Városliget szolgált a BNV helyszínéül. 1974-től a kőbányai vásárváros területe és épületei fogadják a kiállítókat és látogatókat.

## Története

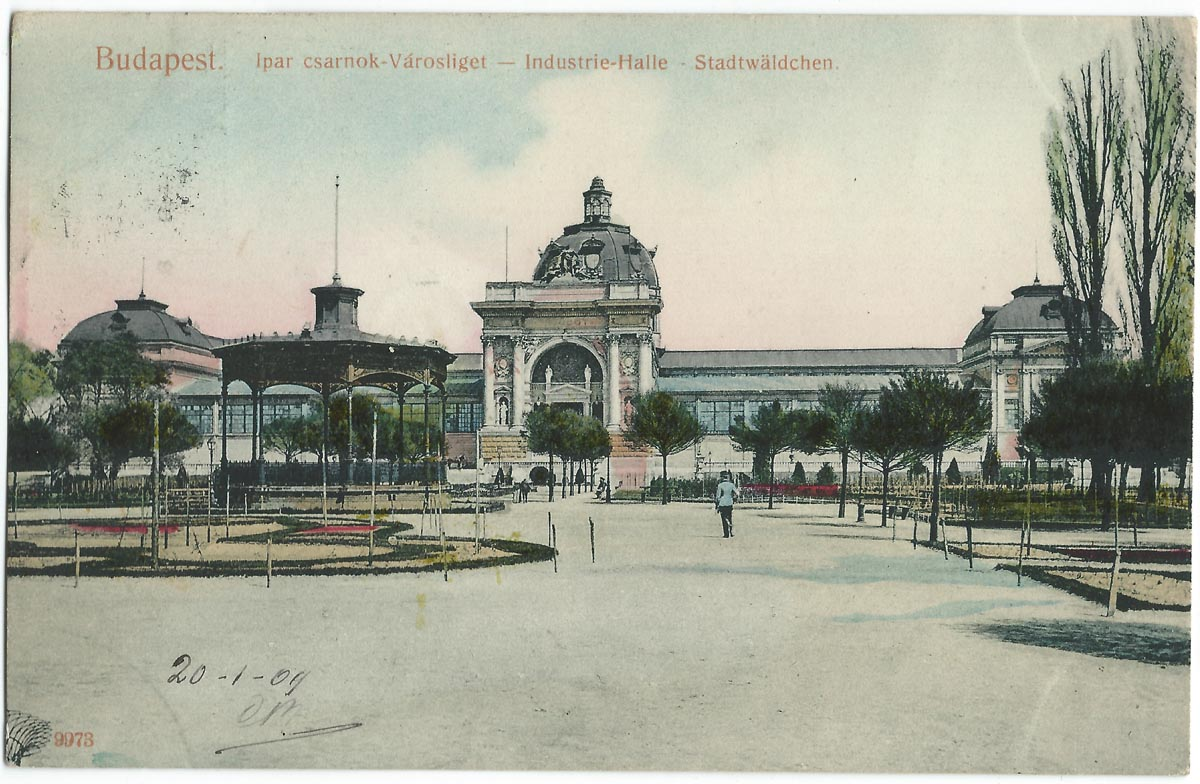
Az Iparcsarnok, a kiállítások helyszíne 1944-ig

A BNV 1996-ban tartotta 100 éves jubileumát, a városligeti Ezredévi Kiállítás után száz évvel. Az 1896-os, fél évig nyitva tartó kiállítás után tíz évnyi szünet következett. A BNV közvetlen előzményeként tartják számon a magyar iparcikkek vásárlásának és fogyasztásának fellendítését célul kitűző Tulipán Mozgalom tevékenységét, amely 1906. március 25–27-én a Fővárosi Kereskedők Egyesülete támogatásával a Pesti Vigadóban Március Vásár néven megszervezte nyolcvannyolc hazai papír- és írószergyártó cég árumintavásárát. 
A következő évtől, 1907-től immár a városligeti Iparcsarnokban került sor az évenkénti Tavaszi Vásárra, egyre bővülő palettával: a papírgyártók mellé 1907-ben előbb a játékgyártók és díszműipari cégek, 1908-ban az üveg-, porcelán-, illatszer- és cipőipar képviselői is megjelentek, majd további szakmák is csatlakoztak a kiállítók sorához. Szervezeti háttere és elnevezése az elkövetkező években gyakran változott: 1912–1913-ban a Budapesti Kereskedelmi és Iparkamara szervezte az eseményt, 1913-tól nemzetközi kiállítókat is meghívtak a Keleti Vásár néven futó rendezvényre (az 1920-as évben neve ideiglenesen Budapesti Árumintavásár volt). Az egyre inkább nemzetközivé váló ipari és kereskedelmi mustra neve 1925. április 18-án lett véglegesen Budapesti Nemzetközi Vásár. 
Az 1920-as–30-as években jelentősége megnövekedett, a BNV hozzájárult a budapesti idegenforgalom fellendüléséhez. Az utazási kedvezményekkel együtt járó nemzetközi vásárigazolvány intézménye előmozdította a külföldi kiállítók számának növekedését, a látogatói szám kedvező alakulásáról pedig az 1933-tól működésbe állított, kedvezményes vásárvonatok gondoskodtak. 1930-ban 530 ezer látogatót regisztráltak a Budapesti Nemzetközi Vásáron (ebből 43 ezer volt a külföldiek, illetve vidékiek száma). 1935-től a Gyáriparosok Országos Szövetsége és a fővárosi önkormányzat is bekapcsolódott a szervezőmunkába.
1938 után, a második világháború éveiben eleinte jelentősen visszaesett a vásár látogatóinak száma, a második bécsi döntést követően, 1941-ben azonban minden korábbi rekordot megdöntve 1 300 000-en voltak kíváncsiak a kiállításokra. 

### A háború utáni évek

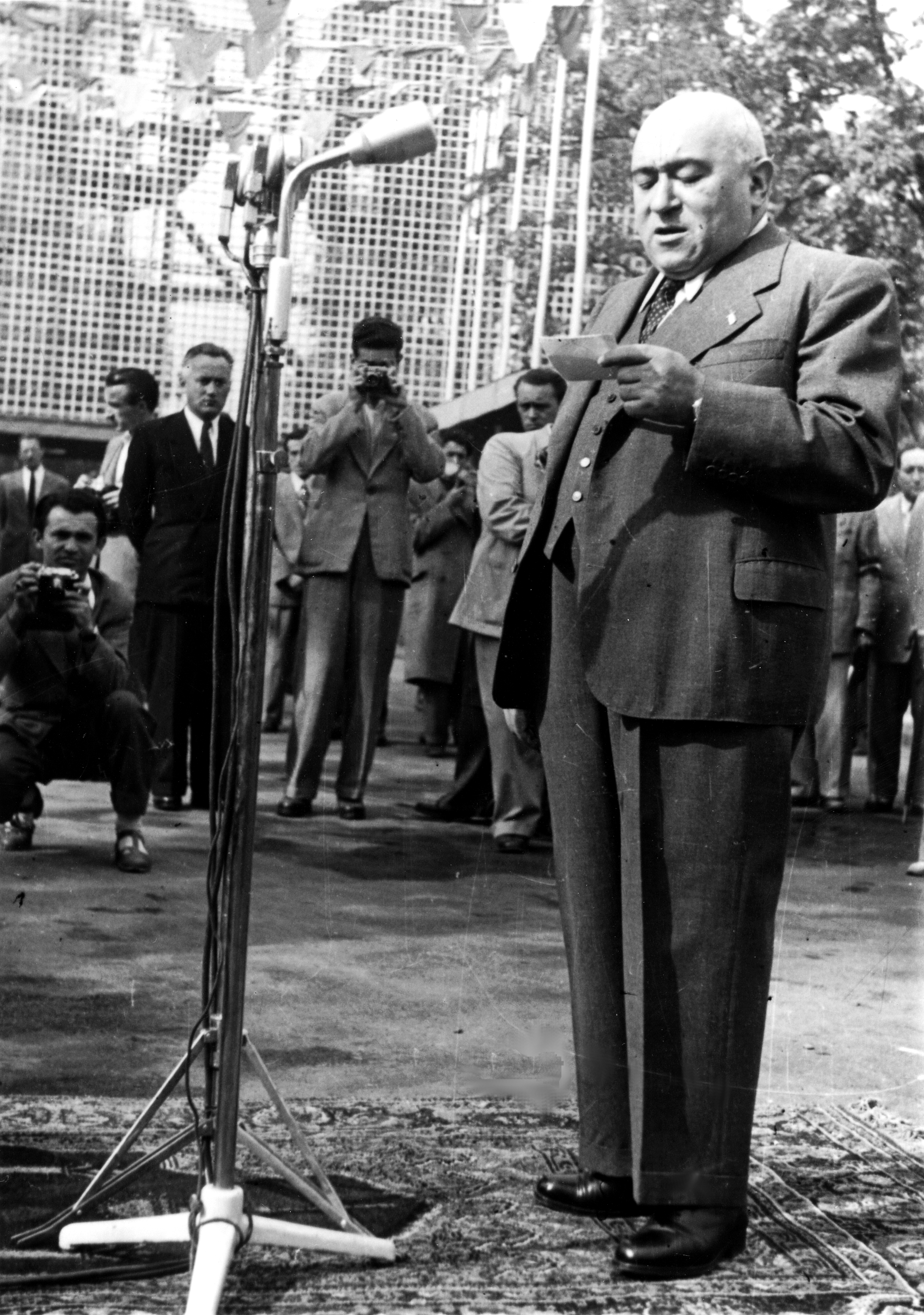
Rákosi Mátyás 1948. június 11-én beszédet mond a vásár megnyitásakor

A BNV (és előzményei) helyszínéül 1944-ig a háborúban elpusztult, lebontott városligeti Iparcsarnok épülete és az előtte lévő térség szolgált (mintegy 27 ezer m²-es területen). 1945-ben a később Récsei Centernek nevezett akkori autóbuszgarázsban, 1946-ban az Állatkert „lakók” nélkül maradt területén tartottak igen szolid kiállítást. 1947-től évente két alkalommal rendeztek egy tavaszi és egy őszi vásárt, a szervezést pedig a Kereskedelmi Minisztérium felügyelete mellett a Kiállítási Tanács, később az Áruminta Vásári és Kiállítási Rt. végezte. 
1948-ban minden korábbi számadatot felülmúlva 1400 kiállító jelent meg a vásáron. Ezután éveken át csak hazai gyártók állítottak ki. A hatalomra kerülő Rákosi-rendszer feleslegesnek tartotta a vásárokat, így 1950-től a BNV egy időre feledésbe merült. 1955-ben azonban megtört a jég: megszületett a Budapesti Helyiipari Vásár. Az árusítással egybekötött új rendszerű árubemutató nagy sikert aratott. 1957-től már külföldi kiállítókat is fogadtak. A vásár neve 1963 májusától ismét Budapesti Nemzetközi Vásár lett. Az 1960–1985 közötti évek az BNV új fénykorát hozták el.

### 1960–1973, a városligeti kiállítások újabb fénykora

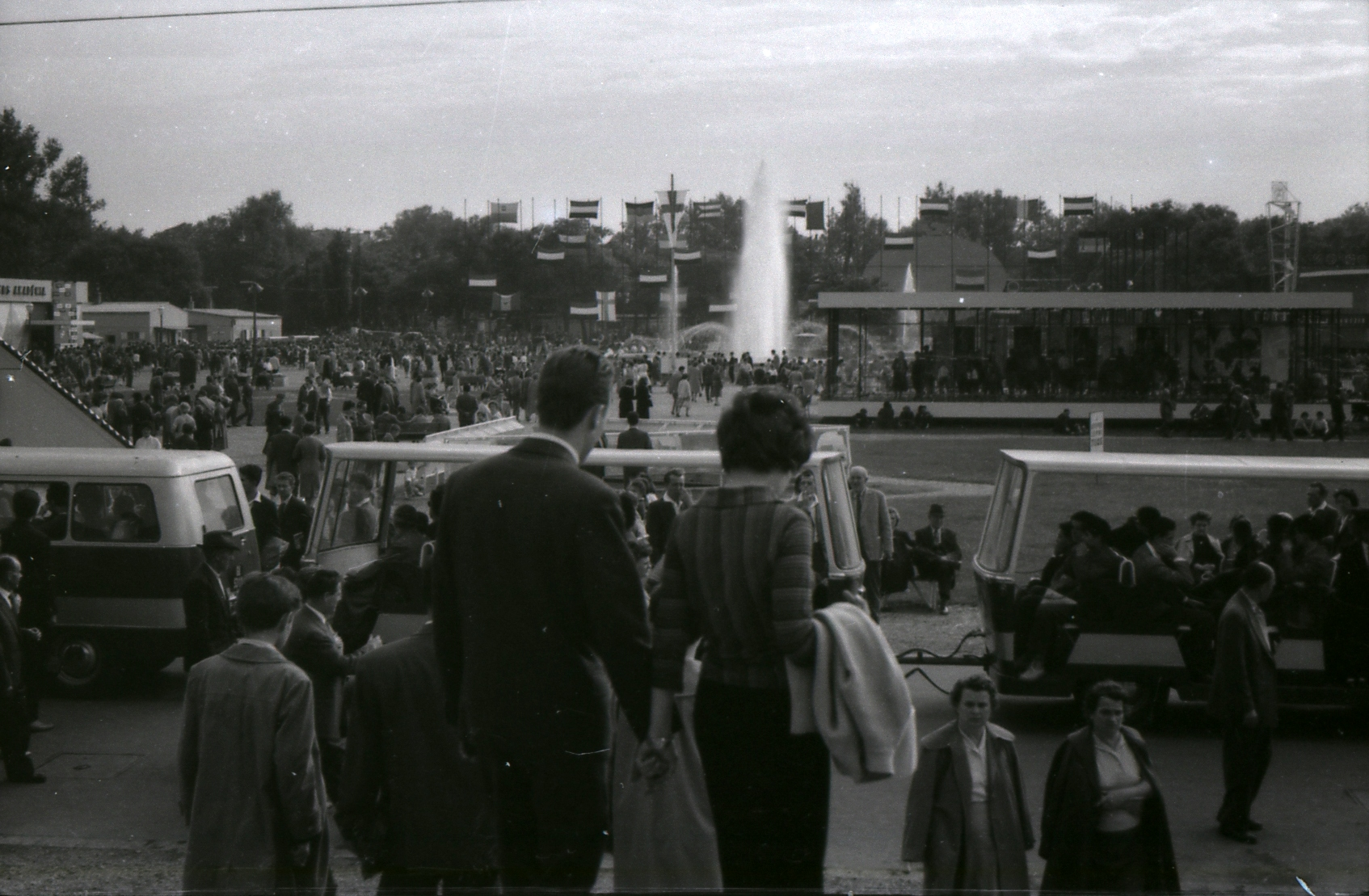
Az 1962-es BNV a Városligetben. A kép a később Petőfi Csarnokká átépített pavilon bejáratától (azaz a Petőfi Csarnok hátoldalától) fotózva készült a Dísz térről

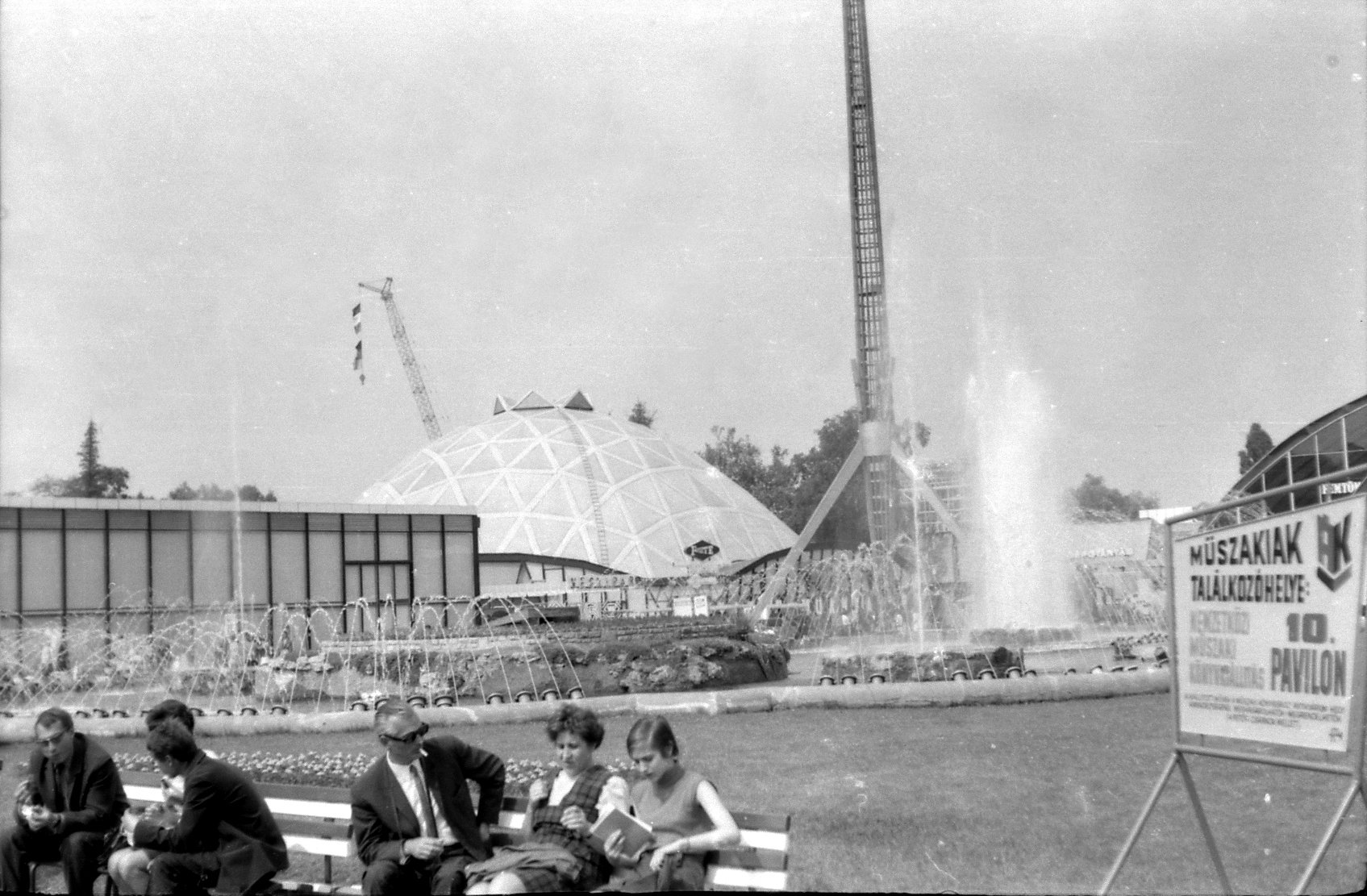
1969, a BNV központi tere (Dísz tér) a Városligetben, a vegyipari pavilon kupolás épületével, az alumíniumipar hasábjával, a teret bevilágító központi lámpával

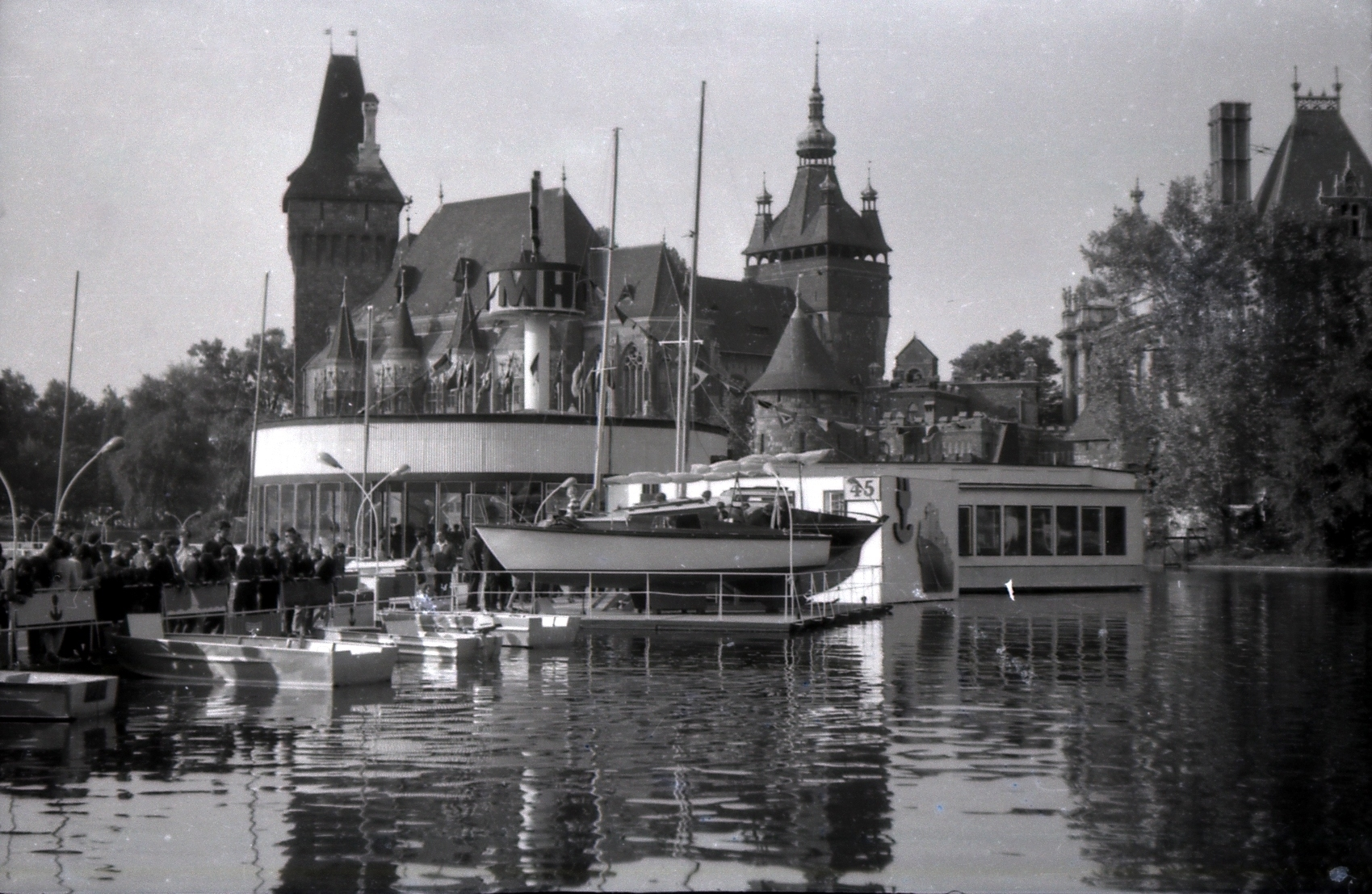
1969, a hajózási pavilon a városligeti tavon

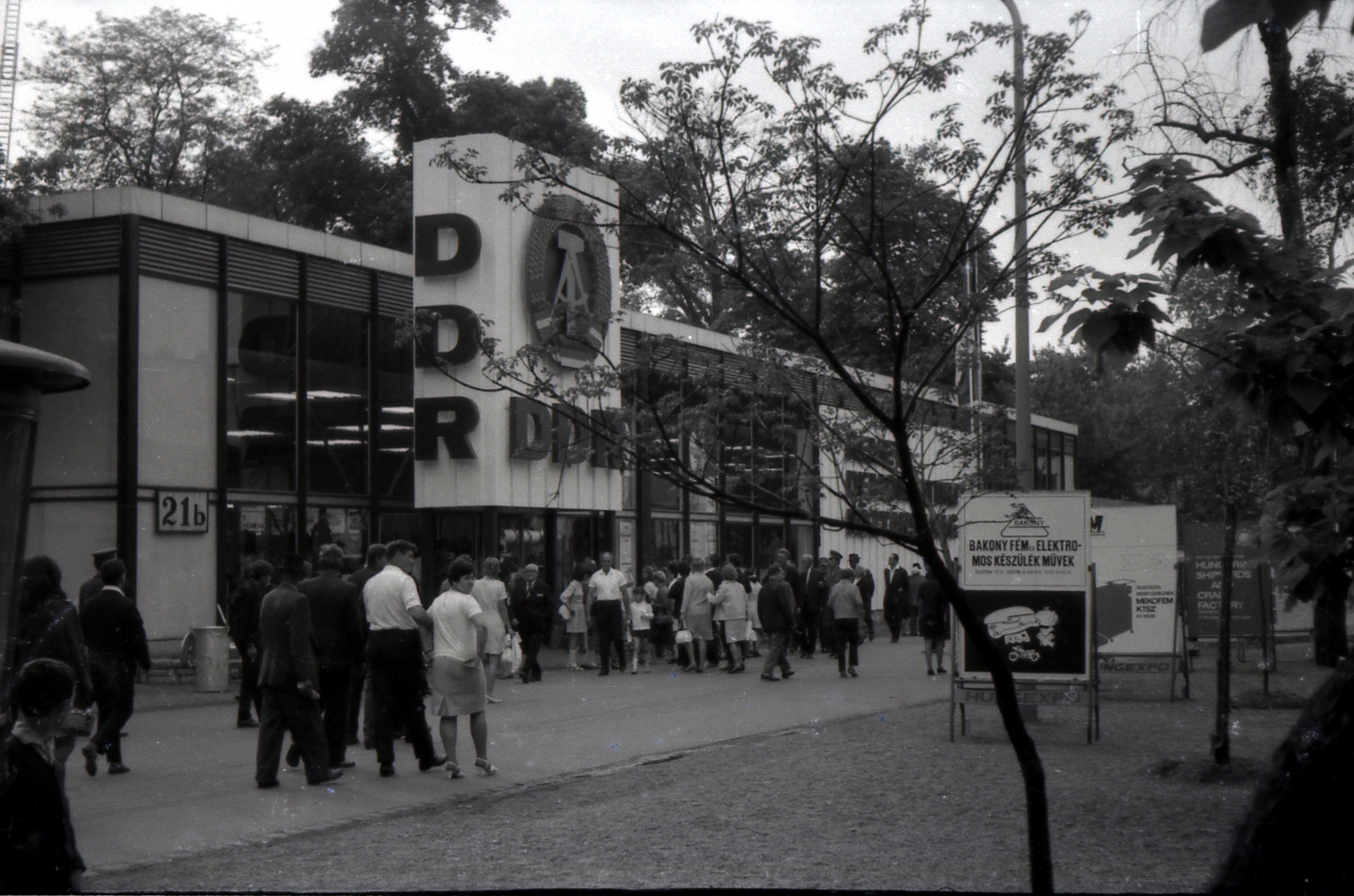
Az NDK-s pavilon 1969-ben

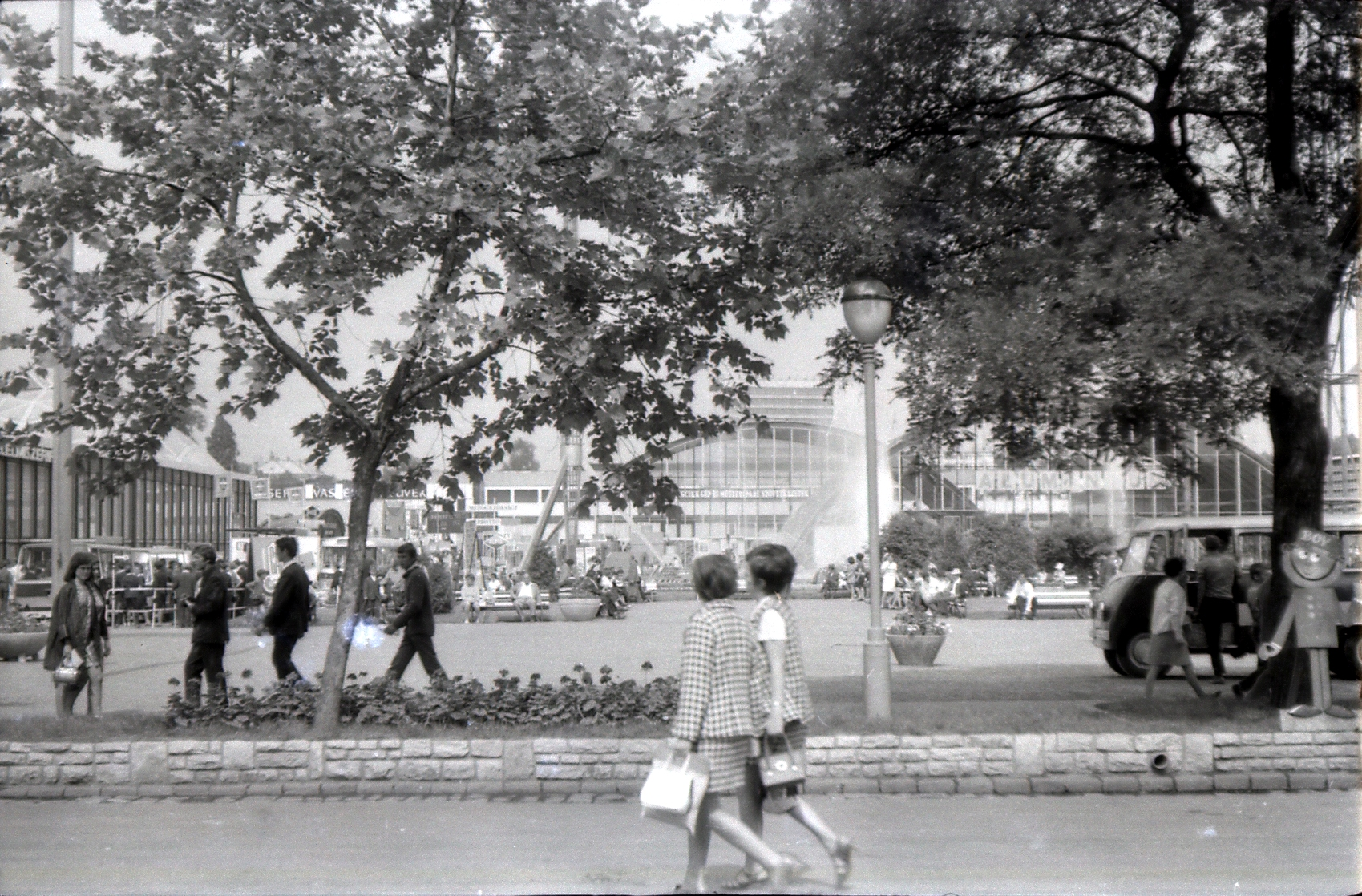
A Dísz tér 1969-ben. A két üveghasáb mögött látható a későbbi Petőfi Csarnok épülete

A vásár a Városliget területének mintegy negyedét foglalta le ezekben az években, pár esztendő alatt egy ultramodern építészeti megoldásokat alkalmazó „jövőváros” alakult ki. A terület határát körülbelül a műjégpálya épülete, az utóbbi Olof Palme sétány, Zichy Mihály út, Hermina út, Kós Károly sétány, a Vajdahunyad vár bejáratához vezető út, valamint a városligeti tó partja jelentette. A Vajdahunyad vár mögötti kishidakon sem lehetett emiatt átmenni. Hozzátartozott még a tó délkeleti csücske is, ahol a tóra épített, két kis hídon megközelíthető hajózási pavilon volt. A főbejárat az Olof Palme és Zichy Mihály utak kereszteződésénél volt, a látványos Dísz tér előtt. A mellékbejáratok a Vajdahunyad vár és a Közlekedési Múzeum mellett voltak. A terület egésze a  kiállítások idejét leszámítva zárva volt, idegen nem léphetett be. 
A vásár központja a Dísz tér volt, amit látványos, este kivilágított szökőkút díszített, a tér egészét egy kb. 50 méter magas, rakéta formájú, ultramodern kandeláber világította be. A tér mögött húzódott az alumíniumipar két különleges, alumínium tetejű és üvegfalú óriási hasábja, mögötte volt a később Petőfi Csarnokká átépített pavilon. A Dísz tértől balra állt a vegyipar sárga kupolája. 
A futurisztikus pavilonok és azok funkciói állandóak voltak. Két fő formájuk létezett, a nemzeti és az ágazati pavilon. Az ágazati pavilonok lefedték az ipar nagy részét, többek között volt vegyipari, alumíniumipari, elektronikai, gépipari, nehézipari, könnyűipari, élelmiszeripari pavilon. A hajózási pavilon a városligeti tavon állt, két kis hídon lehetett megközelíteni.
A nemzeti pavilonoknak leginkább kulturális és propagandacéljuk volt. Külön és állandó pavilonja volt a jelentősebb nyugati és szinte az összes szocialista országnak. Volt francia, brit, NSZK-s, osztrák, kanadai pavilon is többek között. Az USA pavilonja közvetlenül a George Washington-szobor mögött volt. A szabad ég alatti területeken különféle haszonjárművek, keleti és nyugati személyautók, a tó partján csónakok és kisebb vitorlások, kerti és kempingcikkek is láthatók voltak.
A kiállításoknak kifejezetten árubemutató és expójellege volt, közvetlen vásárlási lehetőség nélkül. A korabeli közhely szerint itt meg lehetett nézni, amit később nem lehet majd megvásárolni. A szórakoztató jelleget erősítették a nemzeti pavilonok az adott ország életmódját és kultúráját hirdető bemutatói, filmvetítései, ételkóstolói, plakát- és prospektusosztásai, akárcsak a vásár területének éttermei, büféi, a területét bejáró, több nyitott pótkocsit húzó kisbusz, a divatbemutatók, a nyitvatartási idő alatti folyamatos zene és a reklámok, a rádió- és tévéközvetítések. A BNV egészét egyfajta futurisztikus hangulat szőtte át.
A szakemberek és cégek számára a BNV egy igen fontos eladási és beszerzési hely volt. A komoly, nagybani üzletek lebonyolítására külön szakmai napok voltak, kizárólag cégek és szakemberek számára. Az egyszerű látogatók számára ezzel szemben a BNV egy egész napos szórakozási lehetőséget jelentett kisbuszozással, vendéglővel, pavilonnézegetéssel, szinte „iparszerű” prospektusgyűjtéssel, a vágyott árucikkekre való rácsodálkozással.
1974-től a rendezvény Budapest X. kerületébe, Kőbánya Ligettelek nevű városrészébe, az Albertirsai út 10. szám alatti Vásárvárosba költözött ki, ahol 1921 óta tartották a mezőgazdasági kiállításokat (OMÉK).  Az Iparcsarnok (1985-2015 között Petőfi Csarnok) és az Olof Palme sétányon állt igazgatóság kivételével városligeti vásárközpont legtöbb épületét ezután lebontották, a területet ismét megnyitották. A Városliget keleti részén álló Királydomb az egykori pavilonok földdel befedett törmelékéből áll. A vegyipari pavilon kerek, kupolás épülete még 2000 körül állt, majd lebontották. A legnagyobb pavilont átépítették, 2015-ig Petőfi Csarnok néven működött, 2016-2017 között bontották le, akárcsak a volt igazgatósági épületet. A Hermina út mentén 1963 óta álló, hullámos tetejű, egykori információs épület egyedüliként fennmaradt, eleinte büféként, jelenleg Pántlika néven nosztalgia bisztróként üzemel.
1967-től a Hungexpo Magyar Külkereskedelmi Vásár- és Reklámvállalat égisze alá tartozó, külön e célra alapított Budapesti Nemzetközi Vásárok és Kiállítások Igazgatósága szolgált a BNV intézményi hátteréül egészen 1992-ig.

### 1974-től
Az új helyen a vásár jellege is kissé megváltozott, a teljesen nemzeti pavilonok eltűntek, de a közvetlen vásárlási lehetőség nélküli áruminta jelleg sokáig megmaradt. 
1979-ben épült fel a 340 ágyas Expo Hotel.
Míg a Városligetben a hatvanas években csak évi egy tavaszi (BNV), és később mellette egy kisebb őszi vásárt tartottak (BŐV), a kőbányai vásárközpontban főleg a nyolcvanas évektől egyre több tematikus és szakkiállítás is megrendezésre került (pl. Utazás kiállítás, Construma), a BNV szerepe lassan, de biztosan csökkent. Az utolsó tavaszi BNV-t 1992-ben tartották, ezután új neve Industria, a beruházási javak szakvására lett, a klasszikus BNV-t ezután csak ősszel rendezik meg.